# Hartmut Galsterer
Hartmut Galsterer (* 27. April 1939 in Hannover; † 5. März 2024 in Köln) war ein deutscher Althistoriker und Epigraphiker.

## Leben
Hartmut Galsterer wurde 1968 an der Universität Erlangen bei Friedrich Vittinghoff promoviert. Er habilitierte sich 1974 an der Universität zu Köln, wo er dann als Privatdozent tätig war. In Köln wurde er 1977 außerordentlicher Professor, bevor er im selben Jahr als ordentlicher Professor an die FU Berlin ging. Im Jahr 1985 wurde er auf einen Lehrstuhl an die RWTH Aachen berufen, 1992 an die Universität Bonn als Ordinarius, wo er 2004 emeritiert wurde.
Galsterer war ordentliches Mitglied des Deutschen Archäologischen Instituts und seit 1999 korrespondierendes Mitglied der Accademia Roveretana degli Agiati in Rovereto. Er beschäftigte sich schwerpunktmäßig mit der römischen Sozialgeschichte und der Geschichte der römischen Provinzen sowie der Epigraphik und war Mitherausgeber der Bonner Jahrbücher.
Galsterer war verheiratet mit Brigitte Galsterer geb. Kröll (1940–2023). Er verstarb im Alter von 84 Jahren und wurde am 7. Mai 2024 auf dem Friedhof Steinneuerhof in Köln-Rondorf beigesetzt.

## Schriften (Auswahl)
- Untersuchungen zum römischen Städtewesen auf der Iberischen Halbinsel (= Madrider Forschungen. MF. Band 8). De Gruyter, Berlin 1971, ISBN 3-11-003612-6 (Teilweise zugleich: Erlangen-Nürnberg, Universität, Dissertation, 1968).
- mit Brigitte Galsterer: Die römischen Steininschriften aus Köln (= Wissenschaftliche Kataloge des Römisch-Germanischen Museums Köln. Band 2). Römisch-Germanisches Museum, Köln 1975.
- Herrschaft und Verwaltung im republikanischen Italien. Die Beziehungen Roms zu den italischen Gemeinden vom Latinerfrieden 338 v. Chr. bis zum Bundesgenossenkrieg 91 v. Chr. (= Münchener Beiträge zur Papyrusforschung und antiken Rechtsgeschichte. Band 68). Beck, München 1976, ISBN 3-406-00668-X (Zugleich: Köln, Universität, Habilitations-Schrift, 1974).
- mit Brigitte Galsterer: Die römischen Steininschriften aus Köln. IKöln² (= Kölner Forschungen. Band 10). Zabern, Mainz 2010, ISBN 978-3-8053-4229-2, Online-Datenbank der Inschriften (Memento vom 18. Februar 2015 im Internet Archive).